# سمیز (اندیانا)
سمیز (به انگلیسی: Sims) یک منطقهٔ مسکونی در ایالات متحده آمریکا است که در شهرستان گرنت، ایندیانا واقع شده‌است. سمیز ۲٫۶ کیلومتر مربع مساحت و ۱۵۶ نفر جمعیت دارد و ۲۶۲٫۱۳ متر بالاتر از سطح دریا واقع شده‌است.